# 国道340号

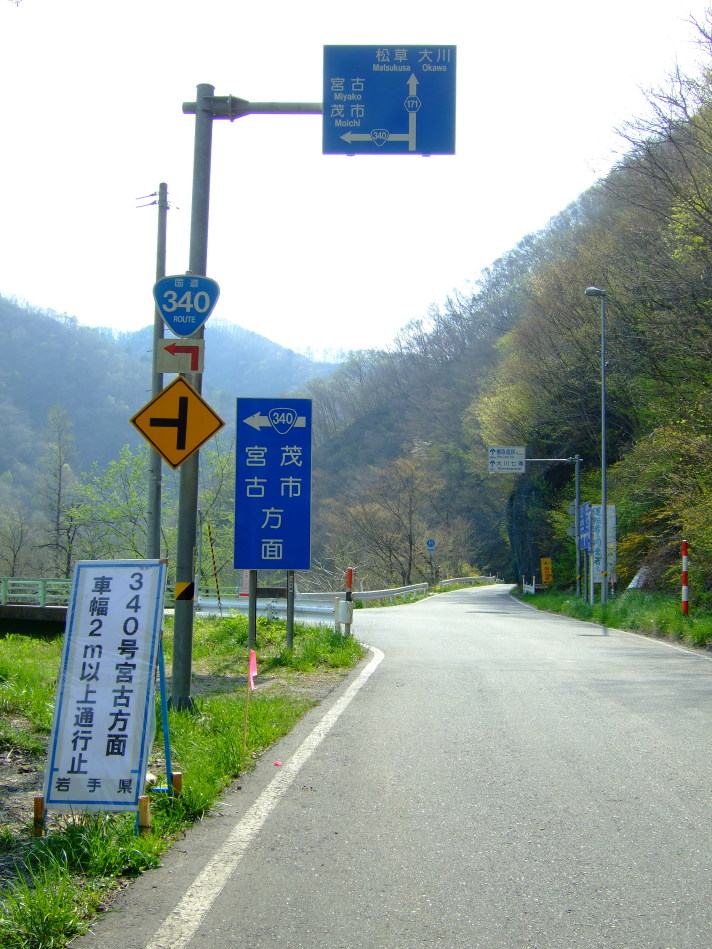
岩手県岩泉町大川字大渡 岩手県道171号大川松草線との分岐地点

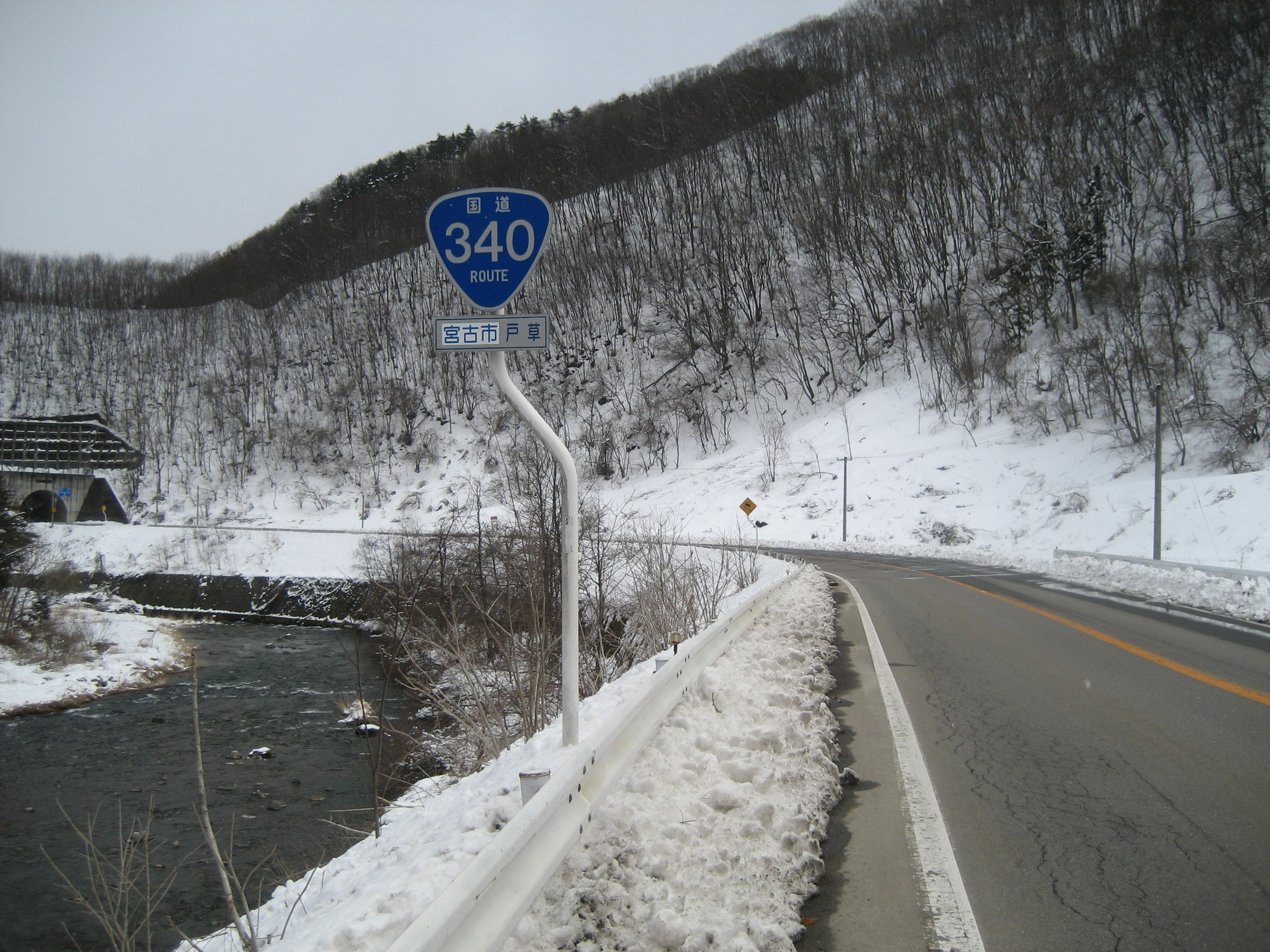
宮古市戸草付近

国道340号（こくどう340ごう）は、岩手県陸前高田市から北上山地を縦貫して、青森県八戸市に至る一般国道である。

## 概要
岩手県陸前高田市の国道45号分岐を起点に北へ向かい、北上高地を南北に縦断しながら遠野市を経て、青森県八戸市で再び国道45号（塩町交差点）に接続する幹線道路。東北地方太平洋沖地震（東日本大震災）では、後方支援拠点の遠野市から救援物資の輸送路としても利用された。
一部の区間ごとに別名があり、陸前高田市 - 気仙郡住田町間が「高田街道」、住田町 - 遠野市上郷町間が「世田米街道」、同市上郷町の一部が「上り街道」、下閉伊郡岩泉町浅内 - 岩手郡葛巻町間が「新小本街道」、九戸郡九戸村 - 同郡軽米町間が「九戸街道」ともよばれる。
終点付近の八戸市中心市街・新荒町交差点（青森県道251号妙売市線交点）と終点・塩町交差点の約1.6 km区間は、八戸港方面へ向かう一方通行となっている。

### 路線データ
一般国道の路線を指定する政令に基づく起終点および重要な経過地は次のとおり。
- 起点：陸前高田市（気仙町 = 国道45号交点、国道284号・国道343号起点）
- 終点：八戸市（塩町交差点 = 国道45号交点）
- 重要な経由地：岩手県気仙郡住田町、遠野市、同県下閉伊郡川井村[注釈 2]、同郡新里村[注釈 3]、同郡岩泉町、同県岩手郡葛巻町、同県九戸郡軽米町
- 総延長 : 244.8 km（青森県 19.0 km、岩手県 225.8 km）重用延長を含む。[3][注釈 4]
- 重用延長 : 31.0 km（青森県 - km、岩手県 31.0 km）[3][注釈 4]
- 未供用延長 : なし[3][注釈 4]
- 実延長 : 213.9 km（青森県 19.0 km、岩手県 194.9 km）[3][注釈 4]
  - 現道 : 213.8 km（青森県 18.9 km、岩手県 194.9 km）[3][注釈 4]
  - 旧道 : 0.1 km（青森県 0.1 km、岩手県 - km）[3][注釈 4]
  - 新道 :なし[3][注釈 4]
- 指定区間：なし[4]

## 歴史

### 国道指定以前
陸前高田・住田間
- 1954年（昭和29年）
  - 1月20日 - 県道遠野高田線の一部が、世田米高田線（岩手県気仙郡世田米町（現・住田町） - 岩手県気仙郡高田町（現・陸前高田市））として主要地方道の指定を受ける[5]。
  - 8月16日 - 県道世田米高田線として認定される[6]。
- 1964年（昭和39年）12月28日 - 主要地方道としての路線名が陸前高田住田線に変更され、起点と終点が入れ替わる[7]。

住田・遠野間
- 1959年（昭和34年）3月31日 - 県道遠野住田線[注釈 5]として認定される[8]。
- 1971年（昭和46年）6月26日 - 県道遠野住田線が、遠野住田線（岩手県遠野市 - 岩手県気仙郡住田町）として主要地方道の指定を受ける[9]。

遠野・宮古（川井）間
- 1954年（昭和29年）
  - 1月20日 - 県道川井遠野線の一部が、遠野川井線（岩手県上閉伊郡遠野町（現・遠野市） - 岩手県下閉伊郡川井村（現・宮古市））として主要地方道の指定を受ける[5]。
  - 8月16日 - 県道遠野川井線として認定される[6]。

宮古（茂市）・岩泉間
- 1959年（昭和34年）3月31日 - 県道岩泉茂市線として認定される[8]。
- 1971年（昭和46年）6月26日 - 県道岩泉茂市線が、岩泉茂市線（岩手県下閉伊郡岩泉町 - 岩手県下閉伊郡新里村（現・宮古市））として主要地方道の指定を受ける[9]。

岩泉・葛巻間
- 1954年（昭和29年）
  - 1月20日 - 県道小本小鳥谷停車場線の一部が、宮古葛巻線（岩手県宮古市 - 岩手県岩手郡葛巻町）として主要地方道の指定を受ける[5]。
  - 8月16日 - 県道宮古葛巻線として認定される[6]。

葛巻・軽米間
- 1959年（昭和34年）3月31日 - 県道晴山葛巻線として認定される[8]。
- 1964年（昭和39年）12月28日 - 県道晴山葛巻線が、葛巻九戸軽米線（岩手県岩手郡葛巻町 - 岩手県九戸郡軽米町）として主要地方道の指定を受ける[7]。

軽米・八戸間
- 1954年（昭和29年）
  - 1月20日 - 県道八戸軽米線および県道軽米八戸線の一部が、八戸軽米線（青森県八戸市 - 岩手県九戸郡軽米町）として主要地方道の指定を受ける[5]。
  - 8月16日 - 岩手県により県道八戸軽米線として認定される[6]。
  - 9月16日 - 青森県により県道八戸軽米線として認定される[10]。

### 国道指定後
- 1975年（昭和50年）4月1日 - 一般国道340号（岩手県陸前高田市 - 青森県八戸市）として指定[11]。
- 1992年（平成4年） - 赤羽根バイパスが開通する[12]。
- 2013年（平成25年）12月25日 - 土淵バイパス（遠野市）が全線開通[1]。
- 2018年（平成30年）
  - 11月29日 - 立丸峠工区（遠野市・宮古市）が全線開通する[13]。
  - 12月25日 - 和井内工区（宮古市）が全線開通する[14]。
- 2020年（令和2年）12月13日 - 押角峠道路が開通[15][16][17]。
- 2021年（令和3年）
  - 3月31日 - 葉山 - 恵蘇工区の一部区間（800 m）が開通[18]。
  - 11月29日 - 今泉大橋工区（2,600 m）が全線開通[19]。
- 2022年（令和4年）3月25日 - 葉山 - 恵蘇工区の一部区間（650 m）の開通により、葉山 - 恵蘇工区（1,450 m）が全線開通[20]。

## 路線状況

### バイパス・改良事業など
- 陸前高田バイパス
- 世田米バイパス（国道107号と重複）
- 赤羽根バイパス
- 遠野バイパス（新張十字路まで国道283号と重複）
- 土淵バイパス
- 立丸峠工区（立丸峠直下を新設トンネルによりバイパスする、延長約5.2 kmの道路改良事業。2018年11月29日全線開通[13]。）
- 江繋バイパス
- 茂市バイパス
- 刈屋バイパス
- 和井内道路
- 押角峠道路
- 小川バイパス（名目入丁字路まで国道455号と重複）
- 観音林バイパス
- 泥障作バイパス（青森県八戸市南郷区）

### 重複区間
- 国道343号（陸前高田市（起点） - 廻館交差点）
- 国道107号（住田町世田米 - 川口交差点）
- 国道283号（遠野市・上郷交差点 - 遠野市松崎町白岩）
- 国道106号（宮古市川井 - 宮古市茂市）
- 国道455号（岩泉町落合 - 門）
- 国道281号（葛巻町・茶屋場交差点 - 沢口交差点）
- 国道395号（軽米町晴山 - 軽米町軽米）

## 地理

### 通過する自治体
- 岩手県
  - 陸前高田市 - 気仙郡住田町 - 遠野市 - 宮古市 - 下閉伊郡岩泉町 - 岩手郡葛巻町 - 九戸郡九戸村 - 九戸郡軽米町
- 青森県
  - 八戸市

### 交差する道路
- 岩手県
  - 国道45号（陸前高田市気仙町）
  - 国道343号（陸前高田市廻館交差点）
  - 国道107号・大船渡方面（気仙郡住田町世田米）
  - 国道107号・水沢方面（川口交差点）
  - 岩手県道238号遠野住田線（気仙郡住田町下有住字十文字）
  - 岩手県道167号釜石住田線（気仙郡住田町上有住字葉山）
  - 国道283号・釜石方面（遠野市・上郷交差点）
  - 国道283号・盛岡・花巻・北上方面（遠野市松崎町白岩）
  - 岩手県道160号土淵達曽部線（遠野市土淵町土淵字似田貝）
  - 岩手県道26号大槌小国線（宮古市小国・立丸峠）
  - 岩手県道25号紫波江繋線（宮古市江繋）
  - 国道106号・盛岡方面（宮古市川井）
  - 国道106号・宮古市街方面（宮古市茂市）
  - 岩手県道171号大川松草線（下閉伊郡岩泉町大川字大渡）
  - 国道455号・小本港方面（下閉伊郡岩泉町落合）
  - 国道455号・盛岡方面（下閉伊郡岩泉町門）
  - 岩手県道202号普代小屋瀬線（岩手郡葛巻町江刈字荒沢口）
  - 国道281号・岩手町方面（岩手郡葛巻町・茶屋場交差点）
  - 国道281号・久慈方面（岩手郡葛巻町・沢口交差点）
  - 岩手県道271号姉帯戸田線（九戸郡九戸村戸田字妻ノ神）
  - 岩手県道272号戸田荷軽部線（九戸郡九戸村戸田字妻ノ神）
  - 岩手県道5号一戸山形線・久慈方面（九戸郡九戸村伊保内字鹿島）
  - 岩手県道5号一戸山形線・一戸方面（九戸郡九戸村長興寺字袖川）
  - 岩手県道24号二戸九戸線（九戸郡九戸村長興寺字大向）
  - 九戸インターチェンジ - 八戸自動車道（九戸郡九戸村）
  - 岩手県道264号二戸軽米線（九戸郡軽米町山内）
  - 国道395号・二戸方面（九戸郡軽米町観音林）
  - 岩手県道・青森県道33号軽米名川線（九戸郡軽米町高家字向高家）
  - 軽米インターチェンジ - 八戸自動車道・岩手県道264号二戸軽米線（九戸郡軽米町）
  - 国道395号・久慈方面（九戸郡軽米町軽米）
- 青森県
  - 青森県道42号名川階上線（八戸市南郷区市野沢）
  - 青森県道29号八戸環状線（八戸市糠塚）
  - 青森県道251号妙売市線・八戸駅方面（八戸市・新荒町交差点）
  - 青森県道・岩手県道11号八戸大野線（八戸市・十三日町交差点）
  - 青森県道251号妙売市線・階上方面（八戸市・三日町交差点）
  - 国道45号（八戸市・塩町交差点）

### 峠
- 岩手県
  - 赤羽根峠（標高536 m、遠野市 - 気仙郡住田町）
  - 立丸峠（標高780 m、遠野市 - 宮古市） - 急勾配・急カーブ・幅員狭小。大型車とのすれ違いは非常に困難
  - 押角峠（標高530 m、宮古市 - 下閉伊郡岩泉町）
  - 国境峠（標高650 m、下閉伊郡岩泉町 - 岩手郡葛巻町）
  - サッ峠（標高540 m、岩手郡葛巻町）
  - 大峠（標高550 m、岩手郡葛巻町）

赤羽根峠と立丸峠と押角峠はトンネルでの通過が可能。赤羽根峠、立丸峠は急勾配・急カーブ緩和のための新道切替によりトンネル化された。押角峠はJR東日本岩泉線が並行していたが、2014年（平成26年）4月1日の廃線化に伴い同線のトンネルを道路用に改良し、2020年（令和2年）12月13日に供用された。